# World Team Challenge 2006
Die 5. World Team Challenge 2006 (offiziell: VELTINS-Biathlon-WTC 06) war ein Biathlonwettbewerb, der am 30. Dezember 2006 in der Veltins-Arena in Gelsenkirchen stattfand.
Es gewann das norwegische Team Ole Einar Bjørndalen und Linda Grubben. Bereits zum vierten Mal konnte Titelverteidiger Norwegen das Event gewinnen und es war auch der vierte Sieg von Bjørndalen, jeweils mit anderer Partnerin.

## Teilnehmer
Es nahmen insgesamt 12 Teams aus fünf Nationen teil. Die meisten Teams stellte das deutsche Team mit insgesamt sechs Mannschaften.

## Ergebnisse
| Platz | Name                                       | Land        | Zeit (min) |
| ----- | ------------------------------------------ | ----------- | ---------- |
| 1     | Ole Einar Bjørndalen und Linda Grubben     | Norwegen    | 31:17,0    |
| 2     | Julien Robert und Florence Baverel-Robert  | Frankreich  | +1:06,9    |
| 3     | Michael Greis und Martina Glagow           | Deutschland | +2:15,0    |
| 4     | Dmitri Jaroschenko und Anna Bogali-Titowez | Russland    | +2:20,2    |
| 5     | Daniel Graf und Kathrin Hitzer             | Deutschland | +2:22,2    |
| 6     | Michael Rösch und Magdalena Neuner         | Deutschland | +2:30,7    |
| 7     | Vincent Defrasne und Sylvie Becaert        | Frankreich  | +2:35,1    |
| 8     | Alexander Wolf und Andrea Henkel           | Deutschland | +3:21,1    |
| 9     | Halvard Hanevold und Tora Berger           | Norwegen    | +3:27,1    |
| 10    | Ricco Groß und Kati Wilhelm                | Deutschland | überrundet |
| 11    | René-Laurent Vuillermoz und Michela Ponza  | Italien     | überrundet |
| 12    | Christoph Knie und Simone Denkinger        | Deutschland | überrundet |